# Dicearch z Messyny
Dicearch z Messyny (stgr. Δικαίαρχος) (ur. ok. 345 p.n.e., zm. ok. 285 p.n.e.) – grecki geograf, uczeń Arystotelesa. Na podstawie relacji kupców i żołnierzy Aleksandra Wielkiego stworzył mapę znanego świata, która została wystawiona na widok publiczny w Atenach.